# 大齿马铃苣苔
大齿马铃苣苔（学名：Oreocharis magnidens），为苦苣苔科马铃苣苔属下的一个种。